# Johannes Oporinus

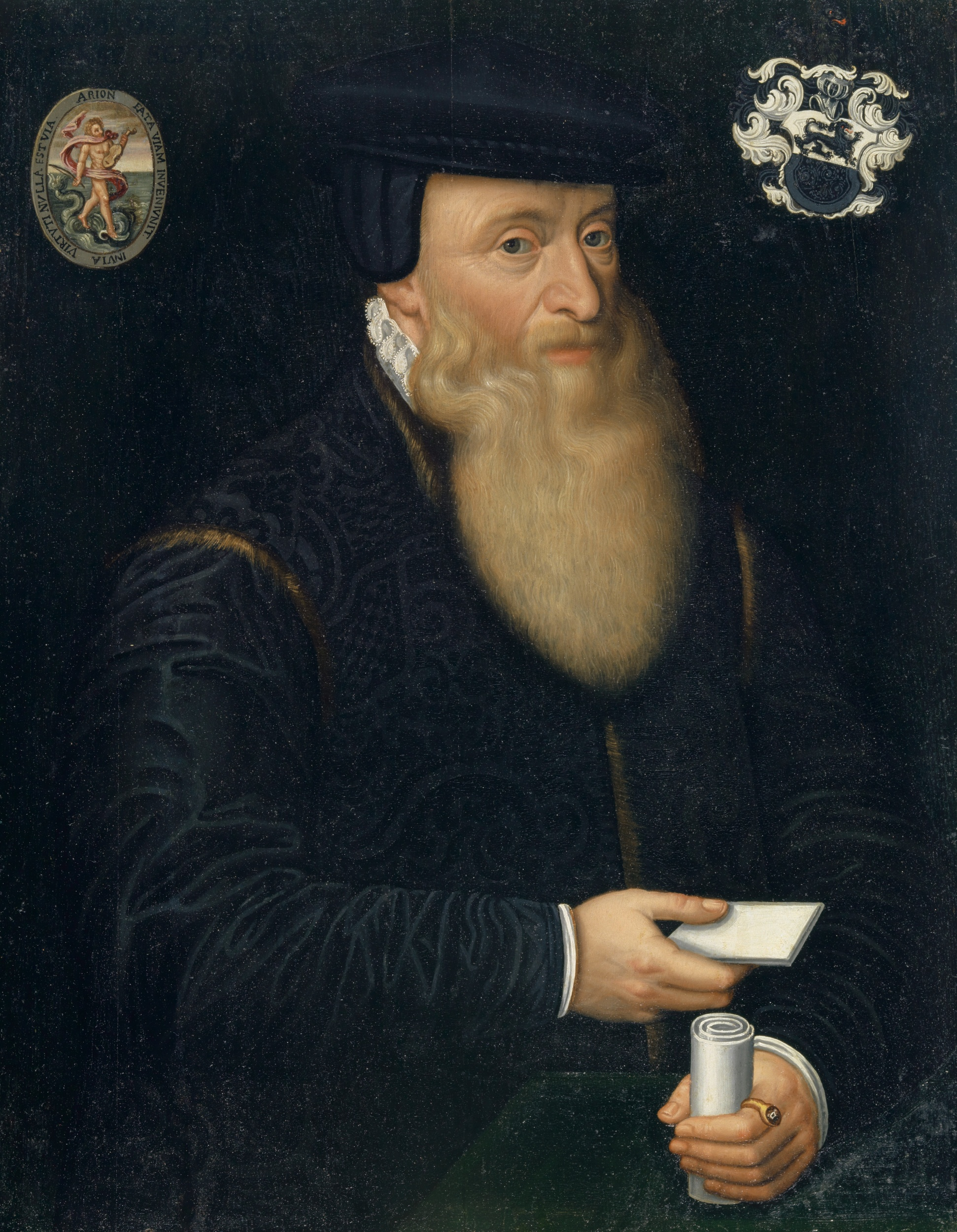
Hans Bock d. Ä.: Bildnis des Johannes Oporinus, um 1580–1587 (Kunstmuseum Basel)

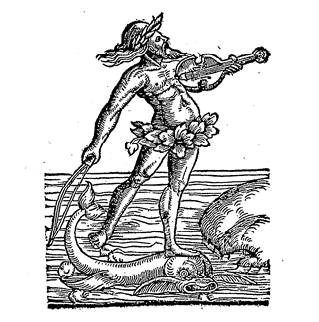
Druckermarke des Johannes Oporinus

Johannes Oporinus, auch Johannes Oporin, gräko-latinisiert aus Johann Herbster bzw. Johannes Herbster (Johann Herbst), eigentlich Hans Herbst (* 25. Januar 1507 in Basel; † 6. Juli 1568 ebenda), war ein Schweizer Humanist, Lehrer, Buchdrucker und Verleger.

## Leben
Johannes Oporinus wurde in Basel als Sohn des Malers Hans Herbst geboren. Seine akademische Ausbildung absolvierte er annähernd vier Jahre in Straßburg und anschließend in Basel, gab das Studium jedoch aus finanziellen Gründen wieder auf. Nach einer Tätigkeit als Lehrer im Zisterzienserkloster von St. Urban kehrte er nach Basel zurück, wo er als Korrektor bei Johann Froben, dem bedeutendsten Basler Drucker des frühen 16. Jahrhunderts, tätig war. Daneben unterrichtete er seit 1526, mit Unterstützung von Johannes Xylotectus, an der Basler Lateinschule (heute: Gymnasium am Münsterplatz). Von 1527 bis ca. 1529 war er Assistent (amanuensis) des Paracelsus. In späten Jahren hat er in einem Brief an Johann Weyer seine negativ gefärbten Erinnerungen an den Arzt geschildert. Um 1535 begründete Oporin zusammen mit Thomas Platter, Robert Winter und Balthasar Ruch (Lasius) eine offenbar eher lose Druck- und Verlagsgemeinschaft, welche bis 1544 bestand und deren berühmtester Druck die erste Fassung von Calvins Christianae religionis institutio von 1536 geworden ist. Ab 1537 lehrte Oporin Griechisch an der Universität in Basel. 1542 gab er sein Lehramt ab, um sich ganz seiner Druckoffizin widmen zu können. Sein wohl erstes grosses Werk, der Erstdruck des lateinischen Koran von 1542/43 (doi:10.3931/e-rara-246; vorangegangen war nur eine in Venedig gedruckte arabische Ausgabe, welche so gut wie unbekannt geblieben ist) brachte Oporin in erhebliche Schwierigkeiten. Der Basler Rat wollte den Druck verhindern, gab aber infolge der Intervention von Martin Luther und Philipp Melanchthon nach.
Von 1545 an befand sich Oporins Offizin im «Schönen Haus» am Nadelberg. Mit sechs Pressen war sie in Basel eine der grössten Druckereien, und die Auflagen betrugen bis 2000 Exemplare. Oporin hat fast ausschliesslich Bücher in Latein und Griechisch gedruckt. Seine gute Kenntnis der alten Sprachen kam der Qualität der Texteditionen zugute, er legte Wert auf gutes Papier, sorgfältigen Satz, sauberen Druck und ausführliche Register. Oporin hat auch immer wieder Schriften von umstrittenen und angefeindeten Autoren publiziert, zum Beispiel Werke von Sebastian Castellio und Guillaume Postel, und ist deswegen wiederholt in Konflikt mit der Obrigkeit geraten. Seine Druckermarke, welche er in mehreren Versionen verwendete, zeigt den mythischen Leierspieler Arion von Lesbos, der von einem Delphin über das Meer getragen wird.

Druckermarken des Johannes Oporinus
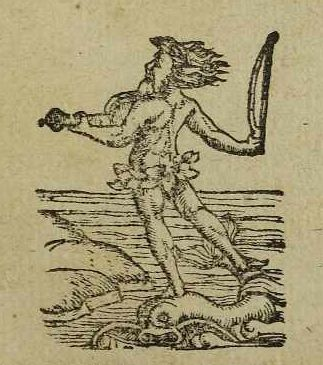
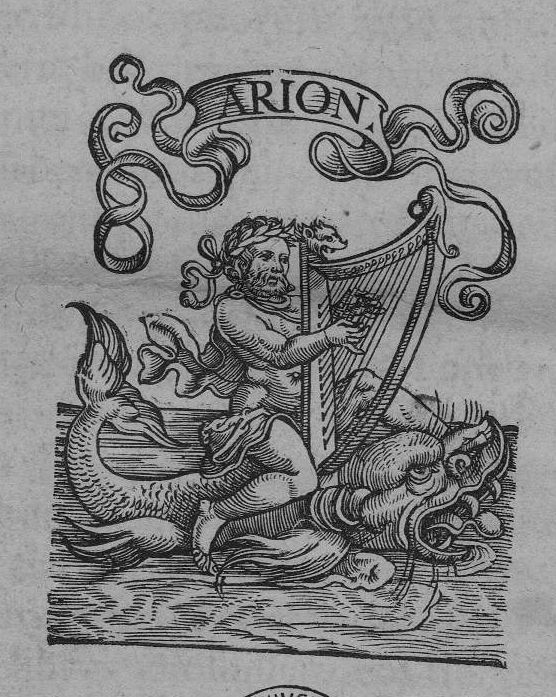
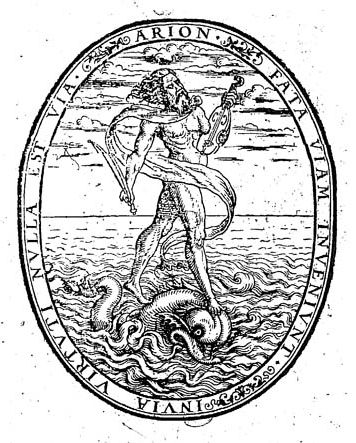

Der geschäftliche Erfolg Oporins schwankte, er hat mehrere finanzielle Krisen erlebt. Zu seinen Schwierigkeiten trug bei, dass Bücher meist auf Kredit an die Händler geliefert und erst später bezahlt wurden. Oporins Rechnungsführung war den komplizierten Verhältnissen nicht gewachsen, auch schätzte er sein Lager an unverkauften Drucken zu hoch ein. So verlor er oft den Überblick über seine wahre finanzielle Situation. 1559 wurde seine Offizin auf den päpstlichen Index gesetzt, was sich auf den Absatz negativ ausgewirkt hat. Wohl auf Neujahr 1568 verkaufte er Firma und Liegenschaft an eine Gesellschaft, welche das Geschäft als «Officina Oporiniana» weiterführte. Oporin blieb in der Firma tätig, um den Übergang zu erleichtern und nicht zuletzt, um ausstehende Guthaben einzutreiben. Im Juli desselben Jahres ist er gestorben und ehrenvoll bestattet worden. In der Folge zeigte sich, dass er gewaltige Schulden hinterlassen hatte.
Teile von Oporins Handschriftensammlung und seines umfangreichen Briefwechsels haben sich in der Universitätsbibliothek Basel und an anderen Orten erhalten.
Oporin war viermal verheiratet, in erster Ehe mit Margarethe Feer, in zweiter mit Maria Nochpur, in dritter mit Elisabeth Holzach, Tochter des Arztes Eucharius Holzach und Witwe des Johann Herwagen, und in vierter mit Faustina Amerbach, Tochter des Humanisten Bonifacius Amerbach und Witwe des Rechtsprofessors Ulrich Iselin. Sie schenkte ihm im Januar 1568 den Sohn Immanuel, seinen einzigen Nachkommen.

## Editionen
Bei Oporin erschienen zahlreiche Klassikerausgaben, historiographische Werke, theologische Streitschriften und vieles andere. Der bedeutendste Druck der Offizin war das grundlegende anatomische Werk De humani corporis fabrica (doi:10.3931/e-rara-20094) des Humanisten Andreas Vesalius (1514–1564), der 1543 erschien. 1544 erschienen bei ihm eine von Leonhart Fuchs kommentierte Übersetzung der hippokratischen Aphorismen und die Übersetzung der Kommentare Galens dazu. Im Oktober 1546 publizierte Oporin eine Schrift über die Ermordung des spanischen Protestanten Juan Díaz mit dem Titel Historia vera de morte sancti viri Ioannis Diazii Hispani [...] per Claudium Senarclaeum, die Francisco de Enzinas zugeschrieben wird. Später verlegte er die kirchengeschichtlichen Werke des Matthias Flacius (Catalogus testium veritatis 1556 und 1562) und die von diesem angeregten Magdeburger Centurien (1559–1574, nur die Jahrhunderte 1–13 wurden ausgeführt). Berühmt wurde auch eine Reihe von grundlegenden byzantinischen Geschichtschreibern, welche er erstmals in griechischer Sprache gedruckt hat.

## Bedeutung
In Basel war Oporins Offizin zu seiner Zeit eine der grössten und produktivsten. In ihr erschienen Bücher aus den verschiedensten Gebieten, oft in grossen Auflagen. Die Editionen griechischer und lateinischer Autoren wurden für ihre korrekten Texte geschätzt und fanden Verbreitung in ganz Europa. Oporin hat auch immer wieder Schriften gedruckt, die nicht in die gängigen konfessionellen Konventionen passten und anderswo kaum hätten erscheinen können.